# Padampur
Padampur là một thành phố và khu đô thị của quận Ganganagar thuộc bang Rajasthan, Ấn Độ.

## Địa lý
Padampur có vị trí 29°41′B 73°37′Đ / 29,68°B 73,62°Đ Nó có độ cao trung bình là 165 mét (541 feet).

## Nhân khẩu
Theo điều tra dân số năm 2001 của Ấn Độ, Padampur có dân số 16.958 người. Phái nam chiếm 53% tổng số dân và phái nữ chiếm 47%. Padampur có tỷ lệ 64% biết đọc biết viết, cao hơn tỷ lệ trung bình toàn quốc là 59,5%: tỷ lệ cho phái nam là 70%, và tỷ lệ cho phái nữ là 58%. Tại Padampur, 16% dân số nhỏ hơn 6 tuổi.